# SMK (企業)
SMK株式会社（エスエムケイ、SMK Corporation）は、東京都品川区に本社を置くコネクタ、スイッチ、リモコン、プラグ、ジャック、電源部品、ターミナル、RFユニット、コントロールパネル、タッチパネル、通信モジュール、カメラモジュールなどを製造、販売している企業である。旧社名は昭和無線工業株式会社。

## 沿革
- 1925年 - 池田無線電機製作所創業。
- 1929年 - 昭和無線工業株式会社設立。
- 1962年 - 東京証券取引所2部上場。
- 1978年 - 東京証券取引所1部指定替え。
- 1985年 - 現在の社名、SMK株式会社に変更。ただし、当時の法務省はアルファベットによる商号登録を認めていなかったため、登記上は「エスエムケイ株式会社」であった。
- 2019年 - FC事業部とTP事業部が統合され、SCI事業部に再編された。CS事業部について再編はない。

## 昭和池田記念財団
創業者の池田平四郎とその妻・始寿子（いずれも故人）によって、青年の育英と社会福祉のために、私財約14億円を投じて1976年に設立された財団法人。学生支援のため昭和池田賞を設け、論文入賞者に奨学金を付与している。

## 国際性
中国、マレーシア、フィリピン、メキシコなどに工場を持ち、多角的に海外進出を行っている。
また Japan JOB Fair にも2015年春から積極的に参加し、世界各国から優秀な人材を採用している。

## IR情報
決算短信は当社公式サイト内の「IR情報：レポート・報告書のページ」より確認できる。
2018年より「定時株主総会招集ご通知」に「経営報告書」が合冊化され、貸借対照表等財務諸表が掲載された。
主要セグメントは3つ（CS、FC、TP）あるが、前年度比の業績は CS:＋20.7%、FC:△21.4%、TP:△19.7% となっている（2018年3月31日時点）。なお、2018年10月1日より株式併合が実施される予定である（単元数1000株が100株となる、理由及び詳細は2018年の「株主総会情報」を参照）。

## 不祥事・事件・トラブル

### 下請法違反
公正取引委員会は2025年7月15日に当社に対し、電子部品製造用の金型を無償で下請会社に保管させていたとして、下請法違反で勧告した。